# Евлогиево
Евло̀гиево е село в Северна България. То се намира в община Никопол, област Плевен.

## География
Евлогиево е село в Северна България. То се намира в община Никопол, област Плевен. Разположено е на 3 km от пътя Плевен – Никопол. Площта му е 13.92 km². Намира се на 201 m надморска височина.

## История
Колкото и да е малко днес, село Евлогиево има интересно минало. Старото име на селото е Слатина. След 9 септември 1944 г. е преименувано по името на партизанина Евлоги Ангелов. До 1952 г. е съществувало основно, а до 1960 – начално училище. След това учениците продължават своето обучение в село Муселиево. До днешни дни селото е запазило своята красота, тишината и спокойствието и е подходящо за отдих.